# Mari Fet
Mari Fet (* 4. November 1971) ist eine ehemalige deutsche Fußballspielerin.

## Karriere
Als die Frauenfußballmannschaft des FC Bayern München im 20. Jahr ihres Bestehens und mit dem 19. Meistertitel in der seinerzeit zweitklassigen Bayernliga die beste Mannschaft des Bayerischen Fußball-Verbandes stellte, ihre Aufstiegspremiere in die neu geschaffene, seinerzeit noch zweigleisige Bundesliga mit Aufnahme des Spielbetriebes mit der Saison 1990/91 hatte, gehörte Mari Fet dieser an. Im Alter von 19 Jahren bestritt sie ihr erstes von fünf Saisonspielen in der höchsten Spielklasse. Ihr Debüt erfolgte am 7. April 1991 (14. Spieltag) bei der 1:2-Niederlage im Auswärtsspiel gegen den VfL Ulm/Neu-Ulm. In der Folgesaison wurde sie in 13 Punktspielen eingesetzt, in denen ihr am 26. April 1992 (17. Spieltag) beim 3:3-Unentschieden im Auswärtsspiel gegen den SC Klinge Seckach ihr einziges Bundesligator gelang.